# متحف أكروبوليس القديم
متحف أكروبوليس القديم ( (باليونانية: (Παλαιό) Μουσείο Ακρόπολης)‏ (Palaio) Mouseio Akropolis) متحف أثري يقع في أثينا باليونان في الموقع الأثري لأكروبوليس. تم بناؤه في مكان مناسب على الحافة الشرقية للصخرة ويقع معظمه تحت مستوى قمة التل، مما يجعله غير مرئي إلى حد كبير. كان يعتبر أحد المتاحف الأثرية الرئيسية في أثينا. نظرًا لحجمه المحدود، قررت الحكومة اليونانية في أواخر الثمانينيات بناء متحف جديد. تم بناء متحف الأكروبوليس الجديد الآن عند سفح الأكروبول. في يونيو 2007، أغلق المتحف القديم أبوابه لنقل ما احتواه من آثار إلى مقبعها الجديد، الذي تم افتتاحه في 20 يونيو 2009.

## تاريخ
كان المتحف موطنًا للعديد من الآثار القديمة في العالم اليوناني والتي تم العثور عليها في الأكروبوليس في أثينا منذ أن بدأت أعمال التنقيب. تم تصميمه على يدي المهندس المعماري باناجيس كالكوس وتم بناؤه بين عامي 1865 و 1874. تم توسيعه في الخمسينيات من القرن الماضي إلى تصميم حديث تم تنفيذه بواسطة المهندس المعماري اليوناني المعاصر باتروكلوس كارانتينوس.
يضم متحف الأكروبوليس منحوتات حجرية وبقايا برونزية من آثار الأكروبوليس وبعض القطع الأثرية التي تم التنقيب عنها في الموقع. يقع المبنى في الركن الجنوبي الشرقي من الأكروبوليس. في عام 1974 اقترح رئيس الوزراء قسطنطين كرامنليس بناء متحف جديد. تم وضع الخطط الأولية في عهد ميلينا ميركوري وتم اختيار أرض مستشفى ماكريجاني العسكري السابق وثكنات الدرك لذلك. في عام 2007 تم إغلاق المبنى القديم للتحضير للانتقال إلى المبنى الجديد.

### المبنى الجديد
تم تصميم مبنى جديد من قبل برنارد تشومي وميشيلي فوتيادس، وتم تشييده من 2002 إلى 2007 في شارع أريوباغيتو. تم افتتاحه يوم السبت الموافق 20 يونيو 2009، وكانت رسوم الدخول 1 يورو للسنة الأولى و5 يورو بعد ذلك.

### الأضرار التي لحقت بالمتحف
تعرضت أنابيب الصرف للتعرية فجرى نزعها من متحف الأكروبوليس القديم لتفادي التسبب في الكثير من الضرر للمتحف.

## المجموعات الأثرية

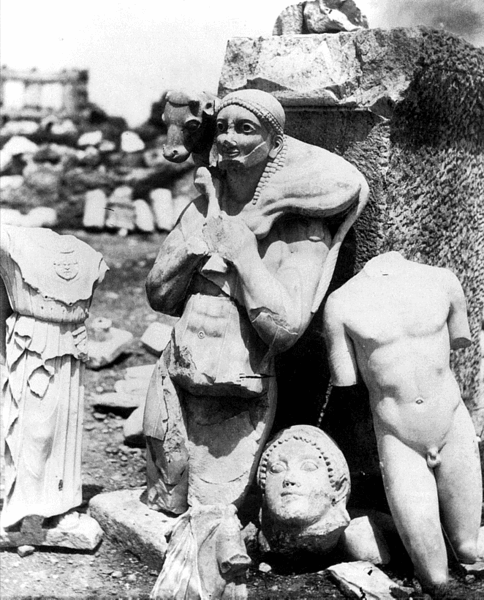
بيررسشوت، أكروبوليس أثينا، ١٨٦٦

يضم المتحف قطعًا أثرية تم العثور عليها في موقع الأكروبوليس في أثينا. وهي مستمدة بشكل رئيسي من البارثينون، والبروبيلايا، وارخثيون، ومعبد أثينا نيكه، وإلوسينيون، وملاذ أرتيمس برورونيا، وشالكوتيكه، وباندرويسن، والمعبد القديم لأثينا، وملاذ أسقليبيوس أو أسكليبيون، ومعبد ومسرح ديونيسوس إليوثوريوس، وأوديون بريكليس.

## أهم المعروضات

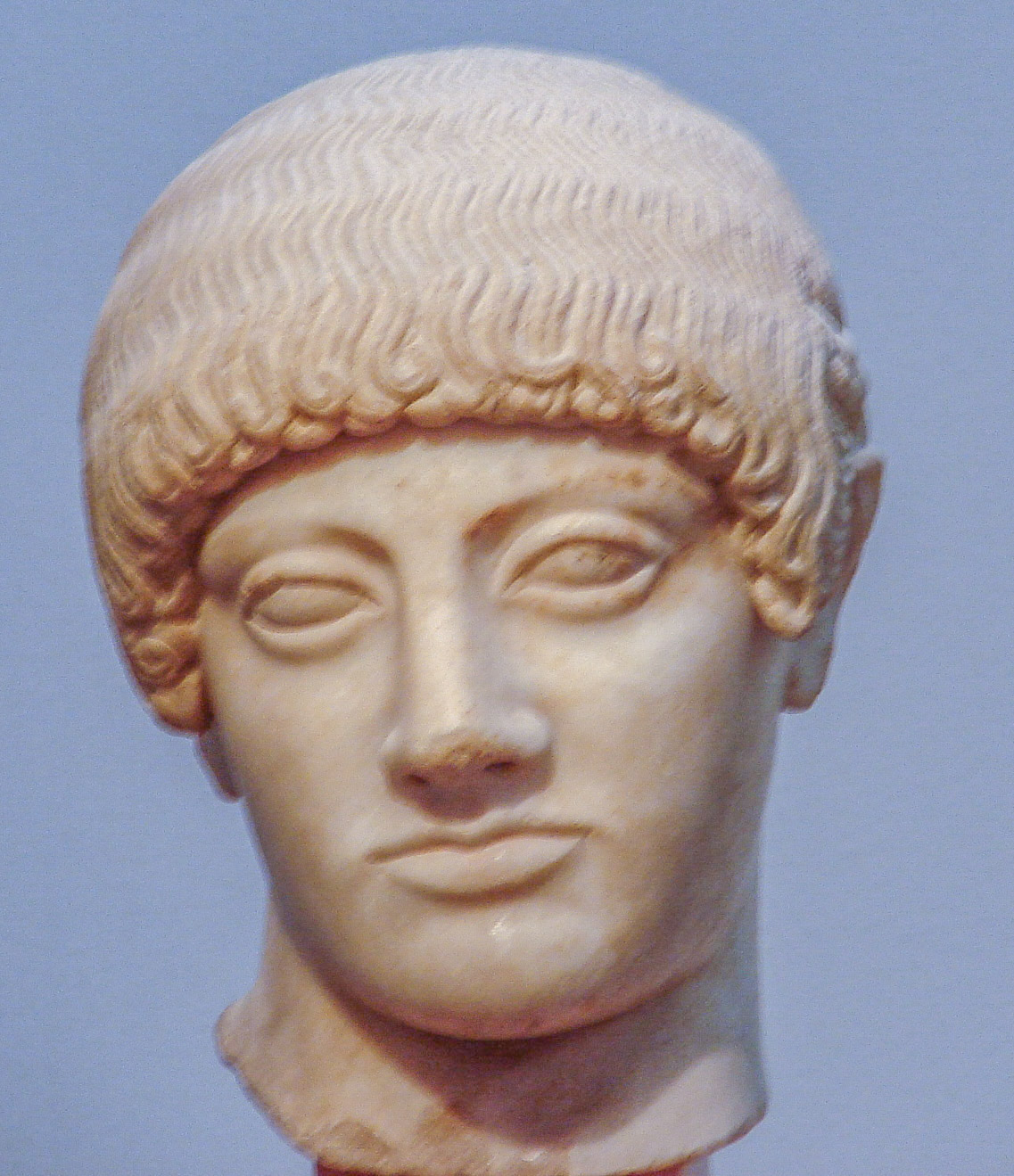
رأس كوروس الأشقر

- بارثينون إفريز
- كريتيوس بوي
- كارياتيدس
- رأس الأشقر كوروس للأكروبوليس
- موسكوفورس
- كوروس وكور
- نايك تضبط صندلها
- إفريز معبد أثينا نايكي
- ميتوبس من البارثينون

## روابط خارجية
- متحف الأكروبوليس
- متحف الأكروبوليس